# M2 Medium Tank
Cet article concerne le char moyen. Pour le char léger, voir M2 Light Tank. Pour le half-track, voir M2 Half Track Car. Pour les autres homonymes, voir M2.
Le M2 Medium Tank est un char moyen de l'armée américaine produit en 1939 par le Rock Island Arsenal, juste avant le début de la Seconde Guerre mondiale. Les événements en Europe de l'Ouest ont rapidement démontré que le M2 était obsolète, et il n'a jamais été utilisé en combat. Il a cependant été utilisé à des fins de formation tout au long de la guerre.

## Histoire

### Développement
Après l’échec des chars convertibles de Walter Christie, les États-Unis tentent une nouvelle fois de développer un char moyen plus conventionnel à partir du 26 mai 1936, lorsque l’Ordnance Committee recommande de lancer un tel développement. Celui-ci donne naissance dans un premier temps au T5, un prototype évoquant un char léger M2 agrandi. Bien que des voix se soient élevées au sein du comité en faveur d’un armement lourd, avec notamment un canon de 75 mm, cette solution se heurte à une féroce opposition du général George Lynch, qui considère une telle arme comme « inutile ».
Les premiers essais ont lieu entre novembre et décembre 1937, puis, après quelques modifications, le prototype est expédié au terrain d’essai d’Aberdeen le 16 février 1938. Le résultat des tests étant satisfaisant, l’Ordnance Committee recommande le 2 juin 1938 d’accepter le T5 pour le service sous le nom de M2. Ceci est fait peu de temps après, assorti d’une commande de dix-huit exemplaires pour l’année fiscale 1939.
La première version du T5 n’ayant pas donné entière satisfaction en dépit de ses bons résultats, le travail de développement se poursuit toutefois. Un premier essai, le T5 phase II, qui se distingue de son prédécesseur uniquement par la disposition du moteur, ne dépasse pas le stade du dessin. Le T5 phase III donne en revanche naissance à un nouveau prototype à l’automne 1938, qui est ensuite testé à partir de novembre 1938 à Aberdeen. Le nouveau véhicule est similaire au T5 phase I, mais s’en distingue notamment par une modification de l’avant de la caisse, qui devient asymétrique. D’autres changement sont également introduits comme des suspensions ou un échappement différent. 

### Production
La production des dix-huit premiers exemplaires du M2 débute pendant l’été 1939 et s’effectue uniquement au Rock Island Arsenal. En parallèle, cinquante-quatre exemplaires supplémentaires sont commandés pour l’année fiscale 1940. La défaite de la France à la fin du printemps 1940 change toutefois la donne : l’état-major américain se rend compte que l’importance des chars a été sous-estimée et que les seuls véhicules modernes que compte l’United States Army sont les dix-huit M2 déjà produits. La commande des cinquante-quatre autres M2 est alors annulée, l’idée étant de commander à la place mille M2A1.
Le Rock Island Arsenal étant inadapté à de telles cibles de production, le gouvernement commence à échanger avec des partenaires privés afin de pouvoir mobiliser les entreprises du chemin de fer et de l’automobile dans la production. Le 29 mai 1940, William Knudsen quitte la direction de General Motors pour devenir directeur de la production militaire. En juin, il se rapproche de Chrysler pour négocier la mise en production du M2A1 chez le constructeur automobile. Après avoir reçu les plans mi-juin et construit une maquette en bois, Chrysler reçoit le 15 août 1940 la commande de mille M2A1, ceux-ci devant être produits dans un délai de deux ans. Pour parvenir à remplir ses objectifs, une usine destinée à la production de chars commence à être construite à Détroit, le Detroit Tank Arsenal, dont les capacités de production sont estimées à cent véhicules par mois.
Toutefois, alors que ces préparatifs sont en cours, les évènements européens conduisent à abandonner le M2. La commande déjà prévue est alors remplacée par une commande de mille M3 : même si celui-ci n’existe alors pas encore, il bénéficiera grandement des infrastructures industrielles mises en place pour le M2. Finalement, cent vingt-six M2A1 sont tout-de-même commandés au Rock Island Arsenal afin de servir de véhicules d’entraînement. La production débute en décembre 1940 et  s’arrête prématurément en août 1941 après que quatre-vint-quatorze exemplaires aient été produits : à cette date la production du M3 est en effet suffisamment élevée pour que le M2 n’ait plus d’intérêt, même à des fins d’exercice.

## Histoire opérationnelle
Le M2 et le M2A1 n’ont jamais été utilisés au combat, car rapidement considérés comme mal conçus : bien que plus gros et plus lourds qu’un char léger, ils ne sont ainsi pas mieux blindés et armés que les dernières versions de ceux-ci, comme le M2A4. Par ailleurs, l’invasion de la France montre que le M2A1 est largement obsolète par rapport aux chars qui parcourent les champs de bataille européens, notamment le Panzer IV et son canon de 75 mm. 
La création de l’Armored Force le 10 juillet 1940 libère par ailleurs l’arme blindée des tutelles de l’infanterie et de la cavalerie. N’étant plus contraint par les exigences de George Lynch et John Knowles Herr (en), le général Adna Chaffee, qui a pris le commandement de la nouvelle branche, exige immédiatement un char armé d’un canon de 75 mm. Le M2 et le M2A1 restent par conséquent cantonnés à des fins d’entraînement pendant toute la durée de leur carrière opérationnelle. Les deux modèles sont officiellement déclarés obsolètes à la fin de l’année 1942 et retirés du service.

## Caractéristiques

### Protection
Le blindage est constitué de plaques en acier à surface durcie assemblées par rivetage avec des rivets en acier au nickel. Dans l’ensemble, le niveau de protection reste assez faible : si l’épaisseur de blindage maximale à l’avant est de 25 mm, ce chiffre ne concerne que la zone réduite autour de la transmission finale, le reste de la caisse étant bien moins protégé avec à peine 3 mm par endroits.

### Armement
L’armement principal projeté est sujet à des fluctuations dans les premiers temps du projet. Après avoir considéré un, puis deux canons de 37 mm M2A1. Le choix pour la production de série se porte sur un seul canon de 37 mm, mais d’un nouveau modèle à plus haute vélocité, le M3.
L’armement secondaire est composé de pas moins de neuf mitrailleuses de 7,62 mm : une coaxiale, deux en proue, quatre dans des sabords latéraux, dont deux couvrent l’arc avant et deux l’arc arrière, et deux à usage antiaérien sur le dessus de la caisse,. L’intérêt de cette profusion de mitrailleuses n’est pas sans poser question, toutes ne pouvant pas être utilisées en même temps : les six mitrailleuses de la caisse sont ainsi à la charge de seulement deux membres d’équipage. Leur fonctionnement est par ailleurs parfois problématique : les deux mitrailleuses de proue sont fixes et nécessitent de bouger tout le véhicule pour pouvoir être pontées ; en l’absence de périscopes, les quatre mitrailleuses de sabord sont pratiquement inutilisables, leurs servants ne voyant presque rien au-dehors ; les mitrailleuses antiaériennes ne sont guère plus pratiques en raison de la conception de leur montage, qui rend très improbable la possibilité de toucher un avion.

## Variantes expérimentales
Deux variantes d’essai sont dérivées du T5 : le T5E1 sert à tester un moteur Diesel Guiberson de 400 hp à partir du 20 septembre 1939 tandis que le T5E2 vise à expérimenter un armement plus lourd, en l’occurrence un obusier de 75 mm M1A1. Les essais de ce dernier, qui se déroulent entre le 20 avril 1939 et le 8 février 1940 seront déterminant dans la conception du char M3.
Un exemplaire du M2A1 est par ailleurs utilisé pour expérimenter le concept de blindage appliqué. Des plaques pouvant aller jusqu’à 76 mm d’épaisseur lui sont ajoutées pour améliorer la résistance aux projectiles antichars. Elles ont cependant l’inconvénient d’ajouter plus de quatre tonnes à la masse totale du véhicule, réduisant fortement sa mobilité. En matière d’armement, un autre M2A1 est testé avec un lance-flammes E2 à la place du canon, le liquide inflammable étant stocké dans des réservoirs montés sur la plage arrière.

### Données techniques
|                          | T5 (phase I) | M2           | M2A1     |
| ------------------------ | ------------ | ------------ | -------- |
| Longueur hors tout       |              | 5,33 m       | 5,33 m   |
| Largeur hors tout        |              | 2,59 m       | 2,59 m   |
| Hauteur                  |              | 2,84 m       | 2,82 m   |
| Masse en ordre de combat | env. 15 t    | 17,2 t, 19 t | 21,3 t   |
| Pression au sol          | 9,6 psi      | 18,8 psi     | 15,3 psi |

|                            | T5 (phase I)                 | M2                      | M2A1              |
| -------------------------- | ---------------------------- | ----------------------- | ----------------- |
| Motorisation               | Moteur en étoile Continental | Moteur en étoile Wright | Wright R975 EC2   |
| Puissance                  | 268 hp à 2400 t/m            | 350 hp                  | 400 hp à 2400 t/m |
| Puissance massique         | 16 hp/t                      | 18,4 hp/t               | 19 hp/t           |
| Suspension                 | Ressorts en volutes          |                         |                   |
| Type de carburant          | Essence                      | Essence                 | Essence           |
| Contenance des réservoirs  | 473 l                        |                         |                   |
| Vitesse maximale sur route | 50 km/h                      | 42 km/h                 | 42 km/h           |
| Autonomie sur route        | 201 km                       |                         |                   |

|             | T5 (phase I) | M2          |
| ----------- | ------------ | ----------- |
| Avant       |              | 3,2-25,4 mm |
| Plancher    |              | 6,35 mm     |
| Caisse toit |              | 9,53 mm     |

|                               | T5 (phase I)           | M2                                                                      | M2A1                                                                    |
| ----------------------------- | ---------------------- | ----------------------------------------------------------------------- | ----------------------------------------------------------------------- |
| Armement principal            | 2 canons de 37 mm M2A1 | 1 canon de 37 mm M3                                                     | 1 canon de 37 mm M3                                                     |
| Munitions armement principal  |                        | 200 obus                                                                | 200 obus                                                                |
| Armement secondaire           |                        | 8 mitrailleuses de 7,62 mm (2 en proue, 4 latérales et 2 antiaériennes) | 8 mitrailleuses de 7,62 mm (2 en proue, 4 latérales et 2 antiaériennes) |
| Munitions armement secondaire |                        | 12 250 cartouches de 7,62 mm                                            | 12 250 cartouches de 7,62 mm                                            |
| Radio                         |                        |                                                                         |                                                                         |